# Ferdinand Schladen
Ferdinand Schladen (* 24. Mai 1939 in Bonn; † 29. März 2021 ebenda) war ein deutscher Kugelstoßer.
Er war Achter bei den Europäischen Hallenmeisterschaften 1973 und 1974. Er war Deutscher Meister in der Halle, aber nie Deutscher Meister im Freien. Dreimal erreichte er den zweiten Platz.
Ferdinand Schladen erzielte seine persönliche Bestleistung im Kugelstoßen von 20,40 m in Aachen am 5. August 1972 im Rahmen eines offiziellen vorolympischen Vergleichskampfes mit asiatischen Sportlern. Dies war damals ein neuer Rekord für die Bundesrepublik Deutschland. Durch verbandsinterne Querelen nahm Ferdinand Schladen trotz Protesten dennoch nicht an den in demselben Jahr in München stattfindenden Olympischen Spielen teil. In der ewigen deutschen Bestenliste steht er zurzeit am 25. Stelle.
Ferdinand Schladen begann erst 1959 wegen Rückenproblemen bei 2,03 m Größe auf ärztliches Anraten mit Sport. 1961 mit 22 Jahren erzielte er schon einen Rekord in NRW mit 51,77 m im Diskuswurf. Im Diskuswurf war er in den 1960er Jahren für etliche Länderkämpfe und die Olympiaausscheidung 1964 in Rom nominiert. Seine Bestweite im Diskuswurf betrug 56,40 m. Er begann beim KTV Bonn und war bis zuletzt beim LC Bonn gemeldet. Die größeren Erfolge hatte er im Kugelstoßen. 1982 mit 42 Jahren beendete er seine Kugelstoßkarriere mit dem dritten Platz bei den Deutschen Meisterschaften.
Ferdinand Schladen hatte bis zuletzt bei vielen Gelegenheiten immer wieder öffentlich darauf hingewiesen, dass er im Gegensatz zu fast allen anderen Konkurrenten, niemals verbotene Mittel wie etwa Anabolika eingenommen hat. Von den westdeutschen Spitzenleuten wurde er als Einziger auch bei Trainingskontrollen immer negativ getestet. Diese Kontrollen blieben bis in die 1990er Jahre unbekannt. Unter diesem Aspekt sind Schladens Leistungen auch international bedeutend höher zu bewerten. Er sah sich insoweit zu Recht als durch Doping Betrogener.